# Борисовское (Кесовогорский район)
Бори́совское — село в Кесовогорском районе Тверской области. Входит в состав Стрелихинского сельского поселения.

## География
Находится в 23 км к юго-западу от посёлка Кесова Гора.

## История
В XIX веке Борисовское — имение княгини Гагариной, затем помещика А. А. Козлова. В 1849 году в селе была построена каменная Тихвинская церковь с 3 престолами.
По данным 1859 года владельческое село Борисовское, имеет 9 дворов и 70 жителей. Здесь церковь и завод. Во второй половине XIX — начале XX века село было центром прихода Радуховской волости Бежецкого уезда Тверской губернии, в 1887 году имелись мелочная лавка, питейное заведение, ветряная мельница.
В 1932 в Борисовском создана коммуна, на её базе — колхоз им. В. И. Ленина.
В 1940 году центр Борисовского сельсовета в составе Кесовогорского района Калининской области.
В 1997 году — 35 хозяйств, 90 жителей; центральная усадьба колхоза «Ленинский Путь», начальная школа, клуб, фельдшерский пункт, отделение связи, магазин.
До 2006 года было центром Борисовского сельского округа.

## Население
| 1859 | 1997 | 2002 | 2008 | 2010 |
| ---- | ---- | ---- | ---- | ---- |
| 70   | ↗90  | ↘70  | ↘68  | ↘55  |